# Organic Design in Home Furnishings
Organic Design in Home Furnishings est le nom d'une exposition du Museum of Modern Art (MoMA) à New York, qui a lieu entre 24 septembre et le 9 novembre 1941. Elle est organisée par Eliot Noyes (1910-1977), le directeur du département de Design Industriel du Musée, et à l'instigation de Edgar Kaufmann Jr. (1910-1989),.
En 1940–1941 fut organisé un concours invitant les designers à soumettre des modèles de meubles, des lampes et des textiles. Les gagnants verraient non seulement leur travail exposé dans l'exposition de 1941 Organic Design in Home Furnishings, mais se verraient également attribuer des contrats de fabrication et de distribution avec de grands magasins, le premier jour des ventes coïncidant avec l'ouverture de l'exposition.
Cette exposition a fait découvrir au monde Eero Saarinen (1910-1961) et Charles Eames (1907-1978), qui ont travaillé en équipe et ont remporté les prix dans les catégories seating for a living room et other furniture for a living room. Le Concours récompensait en outre Marli Ehrman dans la catégorie woven fabrics, Antonin Raymond, dans la catégorie printed fabrics, Xavier Guerrero dans la catégorie Latin american winners, etc..

## Contexte historique
L'exposition s'incère aux États-Unis dans une période (1925-1940) d'intense collaboration entre designer et industrie, appelée par l'historienne Jennifer Downs de « zenith of overheated capitalism », d'apogée du capitalisme surchauffé. Le designer industriel a hérité du manteau que la fin du XIXe siècle avait donné à l'artiste, en tant que leader et prophète. Dans la foulée du design scandinave, en premier celui d'Alvar Aalto, l'exposition Organic Design in Home Furnishings, plus qu'aucune autre exposition auparavant, a montré un modernisme qui ressemblait à une voie médiane ; dans ce temple de la Haute culture qu'est le MoMA, un modernisme plus doux.

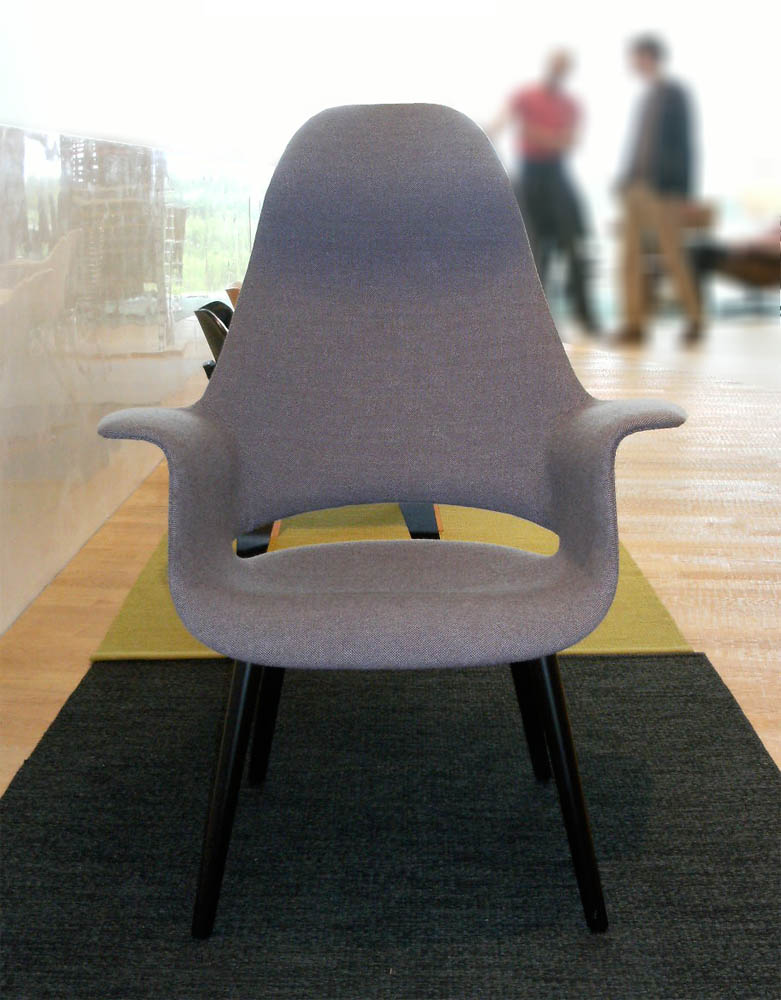
Charles Eames, Eero Saarinen, Marli Ehrman, High-Back Armchair, 1940.

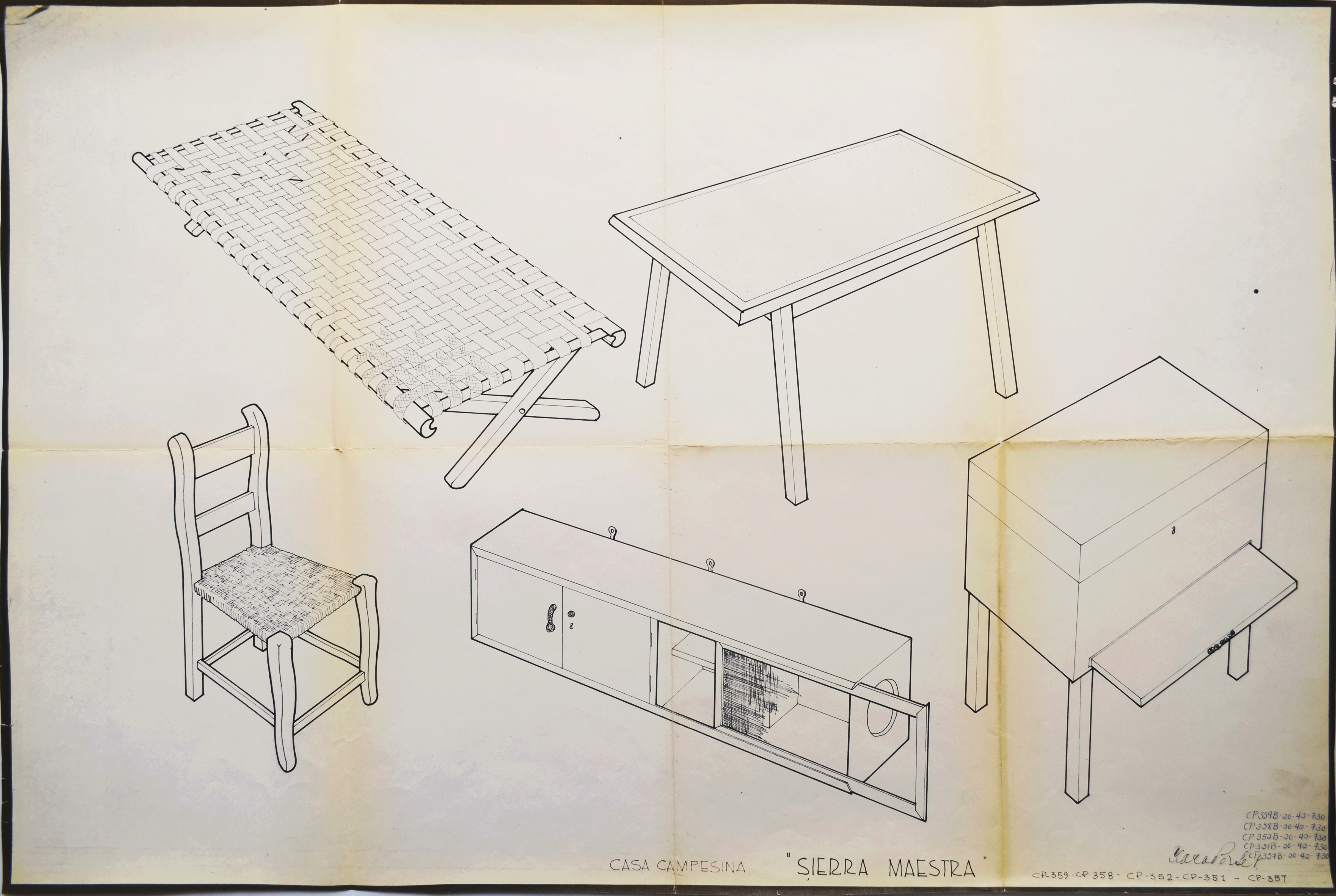
Dessin du mobilier issu du mobilier paysan utilisé dans la Ciudad Escolar de la Sierra Maestra. Cet ensemble a été conçu par Clara Porset et Xavier Guerrero pour le concours Organic Design in Home Furnishings du Museum of Modern Art.

Lorsque le musée d'art moderne et contemporain (MoMA) a été fondé en 1929, la charte prévoyait que le Musée se devait d'encourager et développer l'étude de l'art moderne et l'application de cet art à la fabrication et à la vie pratique: Le musée devait montrer au public que la beauté peut être intégrée dans la vie quotidienne; qu'elle peut être mise à la portée de ceux qui ont des revenus modestes; que l'essentiel est la conception et les moyens de concrétiser cette conception, qu'il s'agisse de mains humaines ou d'une machine, sont immatériels : « la simplification alliée à la beauté et à l'utilité ».
En 1932, deux et un an et demi après la fondation du musée, le département d'Architecture a été créé comme le premier des départements de conservation séparés. Dans ce département a été inclus le domaine de l'Art industriel, et deux ans plus tard, la première exposition considérable dans ce domaine a été présentée sous le nom de « Machine Art » à l'instigation de Philip Johnson. Johnson mentionne que l'inspiration initiale de l'exposition découlait de conversations avec le directeur fondateur du musée Alfred H. Barr, Jr., l'historien de l'architecture Henry-Russell Hitchcock et Alan Blackburn, à l'époque directeur exécutif du musée, qui tous valorisaient la valeur esthétique de certains objets fabriqués industriellement, ceux créés sans intention artistique (c'était une conviction qui découlait de l'approche du Bauhaus, qui consistait à traiter divers médias à une échelle esthétique égale),. Cette exposition comprenait des exemples du meilleur design industriel dans l'ameublement de la maison, les ustensiles de cuisine, les appareils d'éclairage, les calculatrices, les pompes à essence, le verre et la porcelaine, les ressorts et les hélices.
En 1940, le département de design industriel est créé séparément de celui d'architecture et l'architecte Eliot Noyes, fraichement sorti de Harvard, est nommé à sa tête.

## Le Concours
Persévérant dans la voie tracée pour les précédentes expositions, le musée à organisé un concours invitant les designers à soumettre des meubles, des lampes et des textiles de « Design organique », que le conservateur Elliot Noyes a décrit comme illustrant, the:

« harmonious organization of the parts within the whole, according to structure, material, and purpose »

...l'organisation harmonieuse des parties dans l'ensemble, selon la structure, le matériau et le but. Bien que l'expression « organique » évoque généralement dans l'esprit du public, l'utilisation de matériaux naturels, et de formes curvilignes, Noyes a préféré donner une orientation plus « holistique » à l'expression.
Les concours de design s'est ouvert le 30 septembre 1940 et s'est terminés pour les États-Unis le 11 janvier 1941 et pour les autres républiques américaines le 15 janvier, les participants avaient juste trois mois pour soumettre leur projet. Bien que généralement renseigné dans la littérature par « Organic Design », le concours était libellé « Industrial Design Competition For the 21 American Republics ». L'expression « Organic Design in Home Furnishings Competition » a été choisie après le concours, avant l'exposition. Les graphismes pour les affiches du concours et de l'exposition étaient l'œuvre de Edward McKnight Kauffer.
La première impulsion de l'exposition a été donnée par Edgar J. Kaufmann (en) et son fils Edgar Kaufmann Jr. des grands magasins Kaufmann's (en). Le père, avait été impressionné par l'Exposition internationale des arts décoratifs et industriels modernes de 1925, à Paris ; et de 1920 à 1925, les magasins Kaufmann's avaient fait la promotion d'accessoires modernes dans les intérieurs américains ; et de 1930 à 1940, éventuellement en collaboration avec le MoMA, avaient créé différentes expositions autour de l'art traditionnel et populaire. En retour, en 1938, le MoMA avait créé une exposition centrée sur la Maison sur la cascade que Wright avait construite pour Kaufmann père. Les Kaufman connaissaient déjà les Saarinen, particulièrement Loja Saarinen (en). En janvier 1940 Kaufman Jr. écrivit une lettre à Alfred H. Barr, Jr. proposant la compétition.

## Finalité du Concours
La « finalité » des objets exposés dans « Organic Design » n'était pas simplement d'être vendus, mais aussi de s'intégrer dans un ensemble productif, un espace domestique qui inclut en lui des meubles et les êtres humains qui utilisent ces meubles.
Le concours était autant une affaire commerciale qu'une exposition de musée ; suivant le plan de Kaufmann, pour « Organic Design » et les expositions annuelles dans la même veine qui suivraient, chacun des designers gagnants obtiendrait un contrat de production à grande échelle avec un fabricant, et un contrat de distribution avec un grand magasin américain. S'abstrayant partiellement du domaine des beaux-arts, le concours a provoqué une grande consternation parmi une partie de l'élite des beaux-arts du musée.
Douze magasins importants dans les grandes villes des États-Unis parrainèrent le concours (dont le Kaufmann Department Stores de Détroit (en)),. Le département des ventes de Bloomingdale's de New-York par exemple soutint l'exposition par une donation de 15 000 $ au MoMA, en échange de l'assurance que certaines pièces exposées lui soit attribuées pour la vente.Sous la direction du Musée, des contrats avec des fabricants ont été négociés pour tous les lauréats du premier prix et pour certains de ceux qui avaient reçu une mention honorable.

## Le Jury
Au total, 643 candidatures ont été reçues. De ce nombre, 58 entrées provenaient de quatorze républiques américaines autres que les États-Unis : des candidatures ont été reçues de trente-huit États de ce pays, New York en tête avec 164 candidatures; Californie deuxième avec 57 candidatures ; Illinois troisième avec 43 candidatures ; Massachusetts quatrième avec 28 candidatures ; il est intéressant de noter qu'un seul premier prix a été attribué à une candidature de New York, tandis que deux premiers prix ont été attribués à Bloomfleld Hills, Michigan (Saarinen et Eames). La première réunion annoncée du jury se fit le 20 janvier 1941.
Le jury était composé de :
- Alfred H. Barr, Jr., directeur du musée d'Art moderne ;
- Catherine K. Bauer, consultante spéciale auprès de la United States Housing Authority ;
- Marcel Breuer, professeur agrégé d'architecture, université Harvard ; (Alvar Aalto devait au départ assurer la fonction, mais avant que le jury ne se réunisse, il avait du retourner en Finlande ; il a été remplacé au pied levé par Breuer, qui venait d'immigrer aux États-Unis, et avait été le professeur de Noyes[10].)
- Edgar Kaufmann Jr., rédacteur en chef de New Directions ; Merchandise Manager in Home Furnishings, Kaufmann's (en) store ;
- Edward Stone, architecte new-yorkais ;
- Suppléant : John McAndrow, conservateur du département d'architecture.

Frank T. Parrish, Experimental and Development Manager chez Heywood Wakefield Co fut nommé  conseiller technique en mobilier (« technical adviser on furniture »).

## L'exposition
L'exposition, Organic Design in Home Furnishings a lieu entre 24 septembre et le 9 novembre 1941 au MoMA.
Le catalogue que le Musée produit en même temps que l'exposition contenait un texte d'Eliot Noyes analysant l'évolution du mobilier moderne. Le livre contenait 48 pages et 91 planches en demi-teintes. Le prix de détail était de 1,00 $,.

## Fabrication
Au cours du processus de fabrication, les dessins originaux ont été utilisés comme base pour de plus grands groupes de meubles, et un certain nombre de gagnants du concours ont été invités à concevoir des pièces supplémentaires pour compléter ces groupes. Des dispositions également ont été prises dans certains cas pour qu'un gagnant développe des dessins pour une production dans une catégorie autre que celle dans laquelle il avait reçu un prix.
Toutes les pièces ont été produites aussi fidèlement que possible aux conceptions originales et modifiées uniquement lorsque le processus de fabrication l'exigeait. Les aspects théoriques ou expérimentaux de la conception étaient nécessairement limités par les installations existantes des fabricants collaborateurs.

### Seating for a living room
Dans le groupe seating for a living room, six chaises furent présentées par Eero Saarinen et Charles Eames sous forme de dessins et de maquettes à échelle réduite : Side Chair, Conversation Chair (fauteuil à dossier bas), Relaxation Chair (fauteuil à dossier haut), Easy Chair, Sofa Unit, Lounging Shape, toutes les entrées avaient des formes tridimensionnelles selon différents degrés de complexité,.
Chacune des six chaises devait être formée d'une feuille continue de contreplaqué. Les modèles proposés par Eames et Saarinen devaient porter le moulage du contreplaqué à un degré de sophistication qui allait au-delà du travail de Marcel Breuer et de Alvar Aalto. Les modèles ne ressemblaient à rien de ce qui s'était déjà vu dans le monde du meuble, et ils deviendront le point de germination et la source conceptuelle d'un certain nombre de mobiliers conçus au cours des années qui suivront, non seulement par Saarinen, Eames, et Bertoia, mais aussi par de nombreux autres créateurs à travers le monde.
Une méthode de fabrication jamais appliquée auparavant aux meubles devait être utilisée pour créer une coque structurelle légère à partir de couches de placage en bois collées ensemble à la colle de synthèse urée-formaldéhyde et moulées en formes tridimensionnelles. Haskelite Manufacturing Corporation a été largement créditée pour les procédés de fabrication et les matériaux mis en place pour former la coque en contreplaqué moulé,,.
Sur base des dessins et maquettes, les chaises ont d'abord été réalisées en plâtre sur une armature en treillis métallique. Des ajustements ont été faits en fracturant les coques de plâtre et en la remettant en place correctement pour donner un maximum de soutien et de confort au corps. Afin d'enregistrer la forme concave ainsi obtenue, de légères caisses de gabarit en bandes de masonite ont été réalisées. Hors de ces gabarits, des moules en fonte ont été fabriqués, et les coques en bois des chaises finales ont été collées dans ce moule par Haskelite Manufacturing.
Les placages de bois dans les moules ont été disposés en couches alternées de bandes verticales et horizontales, collées ensemble à la colle urée formaldéhyde. Le sandwich entier, compris le moule en métal, ont été placés dans un sac en caoutchouc ; et un vide d'air a été réalisé dans un grand autoclave : pression de vapeur et chaleur ont été insufflés dans l'autoclave pour durcir la colle et former le contreplaqué. L'ensemble du processus, qui était censé être une procédure à la chaîne, est devenu un exercice artisanal extrêmement laborieux.
L'entreprise s'est avérée beaucoup plus difficile que prévu. Le plan initial de laisser les dossiers des chaises sous forme de contreplaqué moulé exposé a été abandonné. Les chaises ont été rembourrées pour couvrir les fissures, les rapiéçages et les déchirures dans le bois, et la connexion maladroite des pieds. Même le rembourrage des chaises s'est avéré difficile, en particulier autour du trou à la jonction du dossier et de l'assise du siège, où le tissu plissé et froncé, et n'avait aucun endroit où aller. Seule la Side Chair, plus simple montrait un dos en placage d'acajou. Certaines chaises ont été faites laissées en plâtre ; toutefois les chaises ont été terminées pour l'exposition.
Les coques des chaises ont été taillées, rembourrées et assemblées par la Heywood-Wakefield Company à Gardner, Massachusetts ; les pieds en bois étaient fixés par un dispositif breveté par Heywood-Wakefield (brevet introduit par Frank T. Parrish, déjà cité précédemment). Le design originel du fauteuil soumis par Saarinen et Eames montrait des pieds en aluminium ; ceux-ci devaient être attachés à la coque en contreplaqué par un nouveau joint de soudure en caoutchouc capable de supporter une contrainte d'au moins neuf cents livres par pouce carré. Dans la production, les pieds en métal ont dû être remplacés par ceux en bois en raison de la difficulté de se procurer les premiers. Les fauteuils fini, ont été recouverts par un tissu de Marli Ehrman.
Il fut envisagé que La Heywood-Wakefield Company et la Haskelite Manufacturing Corporation devaient produire en série les chaises, et la Red Lion Table Company, les armoires de rangement produites par le duo dans la catégorie other furniture for a living room, mais l'entrée en guerre des États-Unis (après l'attaque de Pearl Harbor le 7 décembre 1941) a annulé ce programme,.
En 2004, la « Low Back Arm Chair » a été produite en série par Vitra, sous le nom d'« Organic Chair», en hommage à l'exposition, et la « High-Back Armchair » sous le nom de« Organic Highback ». La coque est fabriquée en laminé sans plus d'informations. Le prix s'éloigne de l'idéal fondateur de l'exposition.